# 15413 Beaglehole
15413 Beaglehole è un asteroide della fascia principale. Scoperto nel 1998, presenta un'orbita caratterizzata da un semiasse maggiore pari a 3,0720038 UA e da un'eccentricità di 0,0405748, inclinata di 12,65260° rispetto all'eclittica.